# Amata taiwana
Amata taiwana är en fjärilsart som beskrevs av Miyake 1907. Amata taiwana ingår i släktet Amata och familjen björnspinnare. Inga underarter finns listade i Catalogue of Life.